# Днестър
Днестър (на древногръцки Tỳras; на украински: Дністер; на молдовски: Nistru; на руски: Днестр) е голяма европейска река протичаща по територията на Лвовска, Ивано-Франкивска, Тернопилска, Чернивецка, Хмелницка, Виницка и Одеска област в Украйна и в Молдова, вливаща се в Черно море. Дължина 1352 km, от които 498 km изцяло в Молдова и 162 km гранична между двете държави. Площ на водосборния басейн 72 100 km², от които 19 070 km² в Молдова.

## Географска характеристика

### Извор, течение, устие

#### Извор, горно течение
Река Днестър води началото си от северните склонове на Източните Карпати, южно от село Волче, Лвовска област на Украйна, на около 700 m н.в. В горното си течение (до град Галич) протича в северно, източно и югоизточно направление през Лвовска и Ивано-Франкивска област, в дълбока и тясна долина. В този участък тя е типична планинска река с бързо течение (2 – 2,5 m/s) и малки прагове. Тук Днестър получава множество, предимно десни притоци, водещи началото си от Източните Карпати: леви – Стрвяж, Щирка, Зубра, Суходолка, Свирж, Нараевка; десни – Бистрица, Стрий, Бережница, Свича, Болоховка, Ломница. По бреговете ѝ в горното ѝ течение са разположени градовете: Стари Самбор и Самбор (Лвовска област) и Галич в (Ивано-Франкивска област).

#### Средно течение
Между градовете Галич и Могильов Подолски се простира средното течение на Днестър. В този участък генералната посока на реката остава югоизточно, като почти по цялото си протежение е гранична река между областите Тернопилска и Ивано-Франкивска, Тернопилска и Чернивецка, Хмелницка и Чернивецка, Виницка и Чернивецка. След Галич течението ѝ се успокоява, но долината ѝ продължава да е тясна и дълбока. Тук Днестър получава множество, предимно леви притоци, водещи началото си от Подолското възвишение: леви – Золотая Липа, Королец, Бариш, Стрипа, Джурин, Серет, Ничлава, Збруч, Жванчик, Смотрич, Мукша, Тернова, Студеница, Ушица, Калюс, Батиг, Караец, Лядова, Немия, Дерла; десни – Луква, Бистрица, Тлумач. По бреговете ѝ в средното чение са разположени градовете: Залешчики (Тернопилска област), Хотин и Новоднестровск (Чернивецка област), Могильов Подолски (Виницка област).

#### Долно течение, устие
След град Могильов Подолски започва долното течение на реката. Тук на известно разстояние служи за граница между Украйна и Молдова, след което изцяло навлиза в молдовска територия и след град Ръбница генералната ѝ посока става южна. На протежение от 498 km протича през територията на Молдова, а в най-долното си течение отново е гранична река между Украйна и Молдова. В началния участък от долното ѝ течение долината ѝ се разширява и само на отделни участъци се стеснява притисната от крайните югозападни разклонения на Подолското възвишение и отново се появяват малки прагове и бързеи. Като цяло долината ѝ в този участък е асиметрична с по-стръмен ляв и полегат десен склон, обърнат към Белцката степ. На една от теснините на реката в района на град Дубъсари през 1954 г. е изградено Дубъсарското водохранилище. След град Тираспол Днестър излиза на Причерноморската низина и долината ѝ се разширява до 8 – 16 km. Основните притоци в долния ѝ участък са: леви – Мурафа, Русава, Марковка, Каменка; десни – Черная, Реут, Икел, Ботна. По бреговете в долното ѝ течение са разположени градовете: Ямпил (Виницка област, Украйна); Сорока, Ръбница, Резина, Дубъсари, Бендери (Тигина) и Тираспол (Молдова). Влива се в североизточната част на Днестровския лиман на Черно море на територията на Одеска област. На югозападния бряг на Днестровския лиман е разположен град Белгород Днестровски.

## Хидроложки показатели
Преобладаващото подхранване на Днестър е смесено – снежно-дъждовно. Често явление през лятото е внезапното прииждане на реката, предизвикващо наводнения в долината ѝ, причинени от поройни дъждове във водосборния ѝ басейн. Среден годишен отток 8,7 km³. Среден годишен отток пре град Бендери (Тигина) 310 m³/s, максимален около 2500 m³/s, минимален 14,7 m³/s. Заледяването на реката е неустойчиво и често се сменя само с ледоход, а през по-топли зими и той отсъства.

## Стопанско значение, историческа справка
Регулярно корабоплаване, основно за плиткогазещи съдове се осъществява между градовете Сорока и Дубъсари и от Дубъсари до устието. Преди Втората световна война Днестър е бил част от границата между Румъния и Съветския съюз. През войната са се водили битки на нейния ляв бряг на немските и румънските сили срещу Съветската армия.

## Топографска карта
- М-34-Г М 1:500000[2]
- М-35-В М 1:500000[3]
- М-35-Г М 1:500000[4]